# Lophonotidia
Lophonotidia es un  género de lepidópteros perteneciente a la familia Noctuidae. Es originario de África.

## Especies
- Lophonotidia melanoleuca Janse, 1937
- Lophonotidia nocturna Hampson, 1901